# Cichonóżka mohawska
Cichonóżka mohawska (Aphonopelma mojave) – gatunek pająka z rodziny ptasznikowatych (Theraphosidae). Zamieszkuje południowo-zachodnie USA. 

## Taksonomia
Gatunek ten po raz pierwszy opisał Thomas R. Prentice w 1997 roku i umieścił w rodzaju  Aphonopelma.

## Występowanie
Gatunek ten zamieszkuje suche tereny Kalifornii, gdzie spotykany jest na pustyni Mojave.